# Дейвіс Пейн
Дейвіс Пейн (англ. Davis Payne, нар. 24 вересня 1970, Порт-Альберні, Британська Колумбія) — канадський хокеїст, що грав на позиції правого нападника. Згодом — хокейний тренер.

## Ігрова кар'єра
Професійну хокейну кар'єру розпочав 1992 року.
1989 року був обраний на драфті НХЛ під 140-м загальним номером командою «Едмонтон Ойлерс».
Майже всю професійну клубну ігрову кар'єру, що тривала 9 років, провів, захищаючи кольори команд нижчих північноамериканських ліг, за виключенням двох сезонів, у яких епізодично з'являвся у складі команди НХЛ «Бостон Брюїнс». Усього провів 22 матчі в НХЛ.

## Тренерська робота
Згодом розпочав тренерську роботу в НХЛ. 2009 року по ходу сезону очолив тренерський штаб «Сент-Луїс Блюз». Ані того, ані наступного сезону команда не змогла пробитися до плей-оф, і на початку третього сезону, який також розпочався не досить вдало, Пейна було звільнено.

## Тренерська статистика
| Команда | Сезон   | Регулярний сезон | Регулярний сезон | Регулярний сезон | Регулярний сезон | Регулярний сезон | Регулярний сезон | Плей-оф             |
| Команда | Сезон   | І                | В                | П                | ПОТ              | О                | Результат        | Результат           |
| ------- | ------- | ---------------- | ---------------- | ---------------- | ---------------- | ---------------- | ---------------- | ------------------- |
| СТЛ     | 2009–10 | 42               | 23               | 15               | 4                | 50/90            | 4-е в ЦД         | не вийшли у плей-оф |
| СТЛ     | 2010–11 | 82               | 38               | 33               | 11               | 87               | 4-е в ЦД         | не вийшли у плей-оф |
| СТЛ     | 2011–12 | 13               | 6                | 7                | 0                | 12/109           | 1-е в ЦД         | звільнений          |
| Усього  | Усього  | 137              | 67               | 55               | 15               | 149              | P%: .544         |                     |